# 관할
관할(管轄, jurisdiction)은 소송법상의 개념으로 특정한 사건에 대하여 어떤 법원이 재판권을 행사하는 가를 정한 것을 말한다. 어떤 법원에 소송을 제기하는지를 다루고 있다. 일반적인 개념으로는 어떠한 권한에 의해 지배하거나 그 지배가 미치는 범위를 일컫는다. 순화어로는 담당(擔當)이다.

## 대한민국의 민사소송법

### 전속관할
특정법원이 배타적인 관할권을 가지도록 정한 것을 말한다.

### 직무관할
수소법원과 집행법원의 구별, 지방법원 단독판사, 합의부, 지방법원 본원 합의부의 구별, 상소심 심급관할 등이 이에 해당된다.

### 사물관할
제1심 소송사건을 다루는 지방법원 단독판사와 지방법원 합의부 사이의 사무분담관계이다.

### 토지관할
다른 곳에 위치한 법원 사이의 사무분담관계를 정하는 것이다.

### 합의관할
당사자의 합의에 의하여 법정 관할권이 없는 다른 법원을 관할 법원으로 인정하는 것을 말한다.  계약서상 당사자의 합의의 예를 들면 다음과 같다:  "①본 계약과 관련하여 분쟁이 있는 경우 상호 협의하여 결정한다. ② 제1항의 합의가 성립하지 아니하여 민사 소송을 제기하는 경우 부산지방 법원을 1심의 전속 관할법원으로 한다."

### 변론관할
원고가 관할권 없는 법원에 소를 제기하였더라도 피고가 이의 없이 본안에 관한 변론을 하는 경우에 그 법원에 관할권을 인정하는 것이다. 응소관할이라고도 한다.

### 민사재판권의 인적범위(외국국가)
영토고권 때문에 국내에 있는 모든 사람에게 재판권이 미치는데 외국국가가 인적범위(치외법권자)인지에 대해 학설은 절대적 면제론과 상대적 면제론으로 대립한다. 판례는 상대적 면제론으로 "외국의 사법적 행위에 대한 재판권의 행사가 외국의 주권적 활동에 대한 보당한 간섭이 될 우려가 없는 한, 외국의 사법적 행위에 대하여는 당해 국가를 피고로 하여 우리나라의 법원이 재판권을 행사할 수 있다"고 판시하였다.

### 민사재판권의 물적범위(국제재판관할권)
섭외적 민사사건에 대하여 한국 법원이 재판권을 가지는지의 문제에 대해 판례는 국재재판관할권 유무는 당사자 간의 공평, 재판의 적정, 신속의 기본이념에 따라 제정된 우리나라 민사소송법의 토지관할에 관한 규정에 따른 법원에서 심리하는 것이 조리에 반한다는 특별한 사정이 없는 한 그 법원에 재판관할권이 있다고 봄이 상당하다고 판시하였다.(수정역추지설)

##### 판례
- 외국의 사법적 행위가 주권적 활동에 속하거나 이와 관련이 있어 이에 대한 재판권 행사가 외국의 주권적 활동에 대한 부당한 간섭이 될 우려가 있다는 등의 특별한 사정이 없는 한, 외국의 사법적 행위에 대하여는 당해 국가를 피고로 하여 우리나라의 법원이 재판권을 행사할 수 있다.[1]
- 외국인 상호간의 이혼사건은 피고의 주소가 국내에 없는 한 원칙적으로 재판관할권이 없다[2]
- 이 사건 소송은 매매계약에 따라 정해진 임시가격과 최종가격의 차액 정산, 즉 매매대금의 지급과 관련된 분쟁으로서, 대한민국 회사가 일본 회사에 러시아에서 선적한 냉동청어를 중국에서 인도하고, 인도지인 중국에서 청어 더미의 일정 수량을 해동시켜 최종적으로 검품을 한 결과에 따라 임시가격과 최종가격의 차액을 정산하기로 하였기 때문에, 중국에서 이 사건 청어에 대하여 최종적인 검품이 이루어졌는지 여부 및 그 결과가 무엇인지가 주로 문제되고 있으므로 분쟁이 된 사안과 가장 실질적 관련이 있는 법원은 이 사건 청어의 인도지로서 최종 검품의 예정지였던 중국 법원이었다고 할 것이나, 피고가 원고를 상대로 하여 중국 법원에 제기한 소가 각하되었고, 청어에 포함된 성자(成子)의 비율을 직접 확인할 수 있는 증거인 이 사건 청어가 더 이상 존재하지 않으며, 피고가 이 사건 청어를 인도받고 처분해 버린 시점으로부터 약 5년이 경과하여 이제 와서 대한민국 법원의 국제재판관할을 부정한다면 당사자의 권리구제를 도외시하는 결과를 야기할 수 있는 점, 피고가 이 사건 본소에 대하여 반소를 제기하고 있으므로, 원·피고 사이의 분쟁을 종국적으로 일거에 해결할 필요성이 있는 점, 원고가 대한민국 회사로서 우리나라에서 계약의 체결과 관련된 서류를 팩스로 전송받는 방법으로 이 사건 계약을 체결하였고, 이 사건 정산금을 송금받기로 한 곳이 대한민국인 점 등을 고려할 때, 대한민국에도 당사자 또는 분쟁이 된 사안과 실질적 관련이 있다고 할 것이고, 따라서 대한민국 법원에 국제재판관할권을 인정할 수 있다[3].

## 형사소송법상 관할
|                                                                  |
| 형사소송법                                                       |
| 이념과 구조                                                      |
| 무죄 추정의 원칙 · 자백배제법칙 · 전문법칙                       |
| 증거보전청구권 · 형사보상청구권 · 독수독과이론                   |
| 실체적 진실주의 · 적정절차 · 신속한 재판의 원칙                  |
| 진술거부권 · 접견교통권 · 증거개시제도                           |
| 열람등사권 · 위법수집증거배제법칙                                |
| 법원                                                             |
| 제척 · 기피 · 회피 관할 · 이송 · 법관                            |
| 피고인과 변호인                                                  |
| 피고인 ·변호인 · 성명모용자 · 공동피고인 국선변호인 · 법정대리인 |
| 검사                                                             |
| 기소독점주의 · 검사 동일체의 원칙                                |
| 수사                                                             |
| 함정수사 · 불심검문 · 임의동행 · 동행요구 · 사법경찰관           |
| 구속                                                             |
| 구속영장 · 체포영장                                              |
| 증거법                                                           |
| 정황증거 · 전문증거 · 진술조서 · 진술서 · 실황조사서 · 검증조서  |
| 진술 · 증인                                                      |
| 재판                                                             |
| 공소장 · 공소장일본주의                                          |
| 고소 · 고발 · 고소불가분의 원칙 · 자수                           |
| 상소                                                             |
| 항소, 상고 & 비상상고                                            |
| 다른 7법 영역                                                    |
| 헌법 · 민법 · 형법                                               |
| 민사소송법 · 형사소송법 · 행정법                                 |
| 포털: 법 · 법철학 · 형사정책                                     |
| v • d • e • h                                                    |

### 판례
- 외국인이 한국으로 입국하기 위하여 중국 북경시에 소재한 대한민국 영사관 내에서 그 곳에 비치된 여권발급신청서를 위조한 경우,“중국 북경시에 소재한 대한민국 영사관 내부는 여전히 중국의 영토에 속할 뿐 이를 대한민국의 영토로서 그 영역에 해당한다고 볼 수 없을 뿐 아니라, 사문서위조죄가 형법 제6조의 대한민국 또는 대한민국 국민에 대하여 범한 죄에 해당하지 아니”하여 대한민국에 재판관할권 없다[4]
- 한반도의 평시상태에서 대한민국은 미합중국 군대의 군속이 대한민국 영역 안에서 저지른 범죄로서 대한민국 법령에 의하여 처벌할 수 있는 범죄에 대한 형사재판권을 행사할 수 있다[5].
- 미국인이 미국 내에서 한국인으로부터 주미한국대사관 영사에게 알선해 달라는 부탁을 받고 한국에 입국한 다음 그 알선명목으로 금원을 수수하여 변호사법위반죄를 범한 경우 대한민국의 변호사법이 적용된다[6].
- 대한민국의 국적을 가진 상태에서 미국의 시민권을 취득한 갑이 대한민국 내에 있는 토지를 매수하면서 한국인인 을에게 위 토지에 대한 명의신탁을 한 경우, 을은 외국인에 의한 취득이 금지된 토지를 외국인을 위하여 외국인의 자금으로 취득한 것이므로 특정범죄가중처벌 등에 관한 법률위반(외국인을 위한 재산취득)죄의 죄책을 진다[7].

## 같이 보기
- 민사소송법
- 관할권
- 재판권

## 참고 문헌
- 조상희, 『법학전문대학원 민사소송법 기본강의』. 한국학술정보(주), 2009. ISBN 9788953423077